# Peyreleau
Peyreleau é uma comuna francesa na região administrativa de Occitânia, no departamento de Aveyron. Estende-se por uma área de 16,14 km². Em 2010 a comuna tinha 75 habitantes (densidade: 4,6 hab./km²).